# Oberheim OB-X
De Oberheim OB-X is een analoge polyfone synthesizer geproduceerd door Oberheim Electronics van 1979 tot 1981.
De OB-X werd veel gebruikt door populaire artiesten uit die tijd, zoals Rush, Nena, Styx, Queen, Prince en Jean-Michel Jarre.

## Beschrijving
De OB-X kwam op de markt in 1979 en moest concurreren met de Prophet 5 van Sequential Circuits die een jaar eerder was geïntroduceerd. Er zijn ongeveer 800 exemplaren van de OB-X gemaakt toen het model in 1981 uit productie werd genomen. De OB-lijn ging direct door met de OB-Xa, en evolueerde later in de OB-8 en de Matrix-serie.
De OB-X was de eerste synthesizer van Oberheim met een enkel moederbord. Het instrument heeft een Z80-microprocessor en ruimte voor 32 geheugenplaatsen. Hierdoor was de OB-X wat praktischer voor liveoptredens.
De "X" in OB-X stond oorspronkelijk voor het aantal geïnstalleerde klankkaarten. Er zijn modellen met vier, zes en acht klankkaarten.

## Bekende gebruikers
Een selectie van artiesten die deze synthesizer hebben gebruikt:
- Billy Joel
- Bruce Hornsby
- Christopher Cross
- Earth, Wind & Fire
- Eurythmics
- Japan
- Jean-Michel Jarre
- Kim Carnes
- Kool & The Gang
- Madonna
- Nena
- Prince
- Queen
- Rick James
- Rush
- Shakatak
- Styx
- Tangerine Dream
- The Time
- Ultravox
- Van Halen

SEM · 
OB-1 · 
OB-X · 
OB-Xa · 
Matrix-12 · 
OB-12